# West African Airways Corporation
Die West African Airways Corporation (WAAC) war eine gemeinsame Fluggesellschaft der vier britischen Kolonien in Westafrika, d. h. von Gambia, Goldküste (heute Ghana), Nigeria und Sierra Leone.
WAAC hatte ihren Hauptsitz im nigerianischen Ikeja und Drehkreuz am Lagos International Airport.

## Geschichte
Die Gesellschaft wurde 1946 gegründet und nahm ein Jahr später den Flugbetrieb auf. Am 30. September 1958 wurde die WAAC abgewickelt, nachdem alle anderen Staaten außer Nigeria eigene nationale Fluggesellschaften gegründet hatten. Nigeria führte die Gesellschaft als WAAC Nigeria fort und entwickelte hieraus später Nigeria Airways.

## Flotte

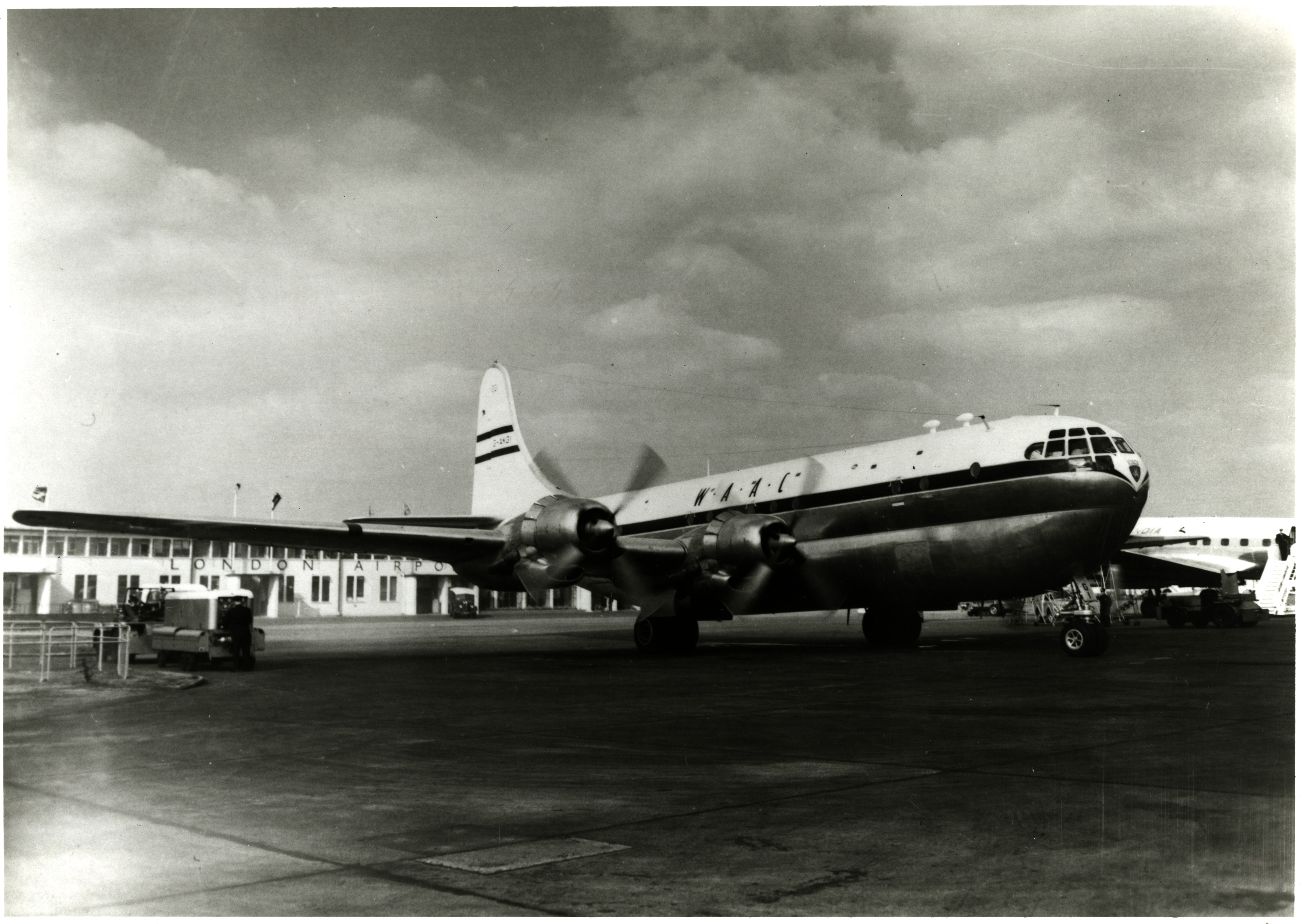
Boeing 377-10-32 Stratocruiser der WAAC (1958)

WAAC war die erste Fluggesellschaft weltweit, die Handley Page Marathons kommerziell einsetzte. Zudem kamen folgende Flugzeuge zum Einsatz:
- Boeing 377
- Bristol Freighter, Wayfarer
- De Havilland DH.104 Dove
- De Havilland DH.114 Heron
- Douglas DC-3

## Flugziele
Es wurden neben nationalen Flügen in den Eignerstaaten Ghana und Nigeria auch regionale Flüge zwischen den Staaten sowie in die Elfenbeinküste, Kamerun, Liberia und in den Sudan angeboten.

## Zwischenfälle
- Am 27. Juli 1951 wurde eine Bristol 170 Freighter 21E der West African Airways Corporation (Luftfahrzeugkennzeichen VR-NAX) bei einem Unfall während des Anflugs auf den Flughafen Kaduna irreparabel beschädigt. Grund war Treibstoffmangel. Keiner der Insassen kam ums Leben.[9]

- Am 5. Februar 1955 stürzte eine Bristol 170 Freighter 21E der West African Airways Corporation (VR-NAD) während des Flugs von Enugu nach Calabar aus 1200 Meter Höhe ab. Grund war das strukturelle Versagen der linken Tragfläche. Keiner der 13 Insassen überlebte den Absturz in eine dicht bewaldete Hügelgegend.[10]